# Machimus margaretae
Machimus margaretae är en tvåvingeart som beskrevs av Weinberg och Tsacas 1975. Machimus margaretae ingår i släktet Machimus och familjen rovflugor.
Artens utbredningsområde är Spanien. Inga underarter finns listade i Catalogue of Life.